# Ash-Shubak (distrikt)
ash-Shubak, formellt Liwa ash-Shubak (arabiska: لواء الشوبك), är ett distrikt (liwa) i Jordanien. Det ligger i provinsen Maan, i den centrala delen av landet, 160 km söder om huvudstaden Amman.